# Список умерших в 1159 году
В этой статье представлен список известных людей, умерших в 1159 году.
См. также: Категория:Умершие в 1159 году

## Февраль
- 18 февраля — Конрад I (II) Дахау-Меран — первый герцог Мерании (1153—1159)

## Март
- 17 марта — Гебхард фон Хеннеберг[нем.] — епископ Вюрцбурга (1122—1127, 1150—1159). При нём основан Эбрахский монастырь (1127)

## Май
- 2 мая — Борис Юрьевич — князь белгородский (1149—1151), князь Туровский (1154—1157), князь Кидекшенский (1157—1159).
- 30 мая — Владислав II Изгнанник — князь (принцепс) Польши (1138—1146), первый герцог Силезии (1138—1146).

## Июнь
- 7 июня — Роберт Ньюминстерский[англ.] — основатель и первый аббат Ньюминстерского аббатства (1138—1159), английский святой римско-католической церкви[1].

## Август
- 3 августа — Святой Вальтеоф — аббат Мелроузского монастыря (1148—1159), святой римско-католической церкви, покровитель Нортгемптоншира
- 27 августа — Амадей Лозаннский[нем.] — епископ Лозанны (1145—1159), святой римско-католической церкви.

## Сентябрь
- 1 сентября — Адриан IV — папа римский (1154—1159)
- 26 сентября — Иоанн (Джованни) Медский[англ.] — святой римско-католической церкви[2].

## Октябрь
- 11 октября — Вильгельм Булонский — граф Булони (1153—1159), граф де Мортен (1135—1159)

## Декабрь
- 7 декабря — Уолтер Дурдент[англ.] — епископ Ковентри (1149—1159)

## Дата неизвестна или требует уточнения
- Агнесса Аквитанская — королева-консорт Арагона (1135—1137), жена короля Рамиро II.
- Бернард Атон V Транкавель — виконт Нима (с 1129) и Агда (с 1150) из рода Транкавель.
- Берта Зульцбах — византийская императрица-консорт (1146—1159), первая жена императора Мануила I Комнина.
- Гарсия Гарсес де Аза — кастильский магнат.
- Гуарин Палестринский — монах-августинец, кардинал-епископ Палестрины, святой римско-католической церкви[3].
- Жослен II — граф Эдессы (1131—1150), последний правитель Эдессы (до 1144), участник второго крестового похода. Умер в плену у мусульман.
- Константин I — митрополит Киевский (1155—1158), святой православной церкви, умер после изгнания.
- Мухаммад-шах ибн Махмуд[англ.] — сельджукидский султан Ирака (1153—1159).
- Пётр Диакон — итальянский церковный историк и агиограф, монах-бенедиктинец из аббатства Монтекассино.
- Роберт Скунский[англ.] — первый приор Скунского аббатства (1114/1122—1127)
- Родольфо — кардинал-дьякон Санта-Лючия-ин-Септисолио (1143—1159).
- Сантуз — половецкий хан.
- Чибо, Гвидо — Кардинал-священник Санта-Пуденциана (1144—1159)